# Dragotina
Dragotina je selo u Sisačko-moslavačkoj županiji, u sastavu grada Gline.

## Zemljopisni položaj
- Koordinate: 45°25' s.z.š., 16°21' i.z.d.
- Nadmorska visina: 102 m
- Srednja godišnja temperatura: 10,2°C
- Godišnji prosjek relativne vlage: 78%
- Magla: 85 dana godišnje[nedostaje izvor]

Selo je smješteno nedaleko sredine toka rječice Maje. Nalazi se u srcu Banije, južno od Gline. To krajnje rubno područje Panonske nizine omogućilo je dovoljno vrlo plodnog tla za razvoj naselja. Budući da je kraj blago brdovit, omogućen je i uzgoj vinove loze i voćki. Klima je umjereno kontinentalna.

## Stanovništvo
| broj stanovnika | 680   | 580   | 641   | 756   | 860   | 971   | 955   | 953   | 685   | 704   | 635   | 597   | 500   | 501   | 182   | 149   | 57    |
|                 | 1857. | 1869. | 1880. | 1890. | 1900. | 1910. | 1921. | 1931. | 1948. | 1953. | 1961. | 1971. | 1981. | 1991. | 2001. | 2011. | 2021. |

## Povijest
Naselje je najvjerojatnije nastalo krajem 16. stoljeća prije Zrinsko-Fankopanskog ustanka. Osnovale su ga izbjeglice iz Osmanskog Carstva, vjerojatno Crne Gore, pod vodstvom tadašnjeg plemića-vladara.
On dobiva od bana Zrinskog tu zemlju da na njoj nastani svoje podanike.